# Хайме, Себастьян
Себастьян Оскар Хайме (исп. Sebastián Óscar Jaime; родился 30 января 1987 года, Этчеверри, Ла-Плата, Аргентина) — аргентинский футболист, нападающий.

## Клубная карьера

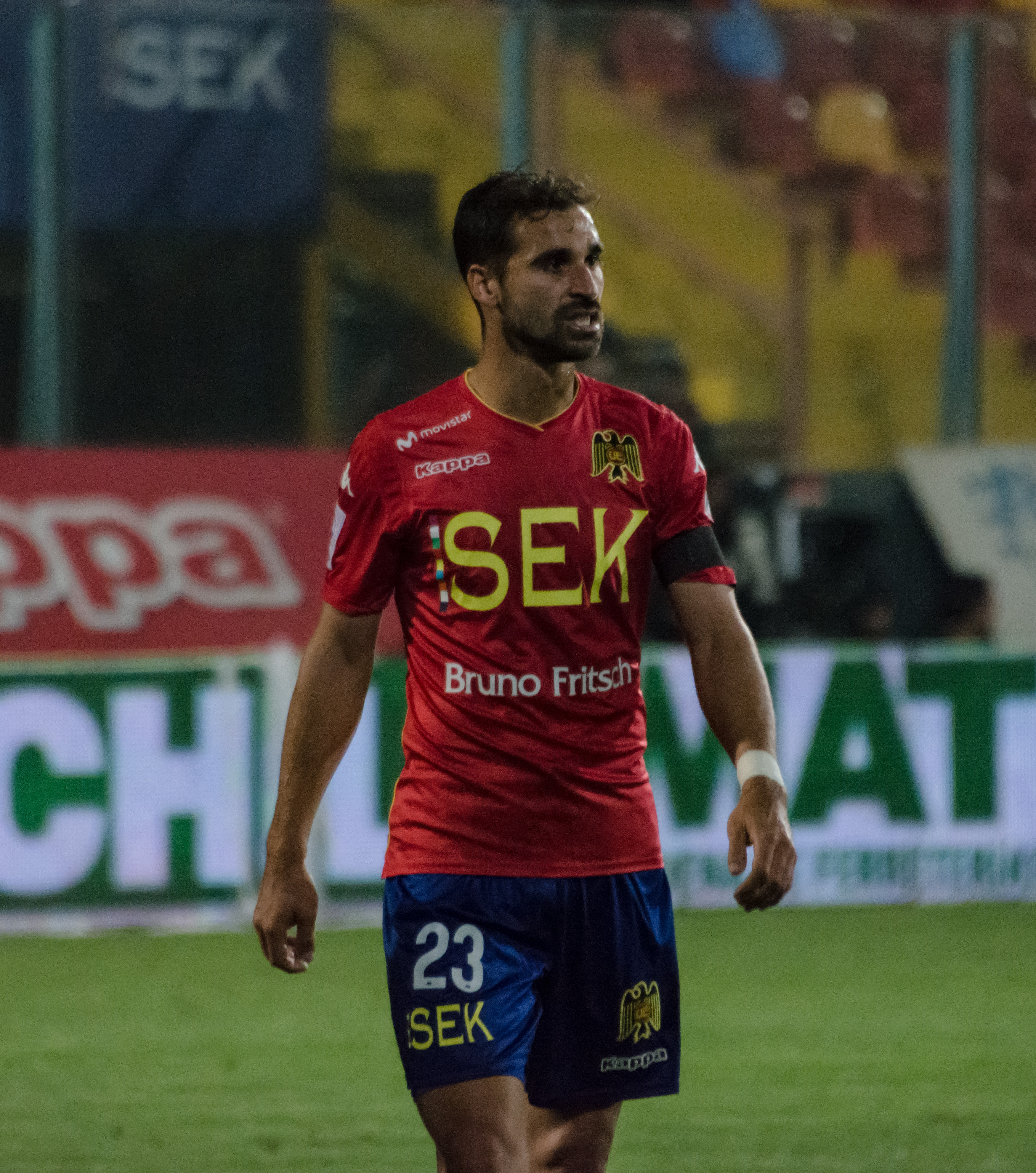
Хайме в составе «Унион Эспаньола»

Хайме воспитывался в клубе любительской лиги Ла-Платы «Унион Весиналь». В составе «Дефенсорес де Камбасерес» он дебютировал в четвертом аргентинском дивизионе. В дебютном сезоне 2008/09 Себастьян забил 13 мячей и привлёк внимание именитых клубов. Летом 2009 года Хайме подписал контракт с «Архентинос Хуниорс». 9 декабря в матче против «Индепендьенте» он дебютировал в аргентинской Примере. В 2010 году Хайме стал чемпионом страны.
Себастьян не смог выиграть конкуренцию за место в составе и летом того же года перешёл в чилийский «Депортес Ла-Серена». 18 июля в матче против «Кобресаль» он дебютировал в чилийской Примере. В этом же поединке Хайме сделал «дубль», забив свои первые голы за «Депортес Ла-Серена».
В начале 2011 года Себастьян присоединился к «Унион Эспаньола». 6 февраля в матче против «Палестино» он дебютировал за новую команду. В этом же поединке Хайме забил свой первый гол за «Унион Эспаньола». 7 апреля в матче Кубка Либертадорес против венесуэльского «Каракаса» он забил гол. 5 февраля 2012 года в матче против «Кобресаль» Себастьян сделал хет-трик. В том же году в поединках Кубка Либертадорес против мексиканского УАНЛ Тигрес и «Бока Хуниорс» Хайме забил три гола. В 2013 году он помог «Унион Эспаньола» выиграть чемпионат. 19 февраля 2014 года в поединке Кубка Либертадорес против эквадорского «Индепендьенте дель Валье» Себастьян забил гол.
Летом 2014 года Хайме перешёл в американский «Реал Солт-Лейк». 7 сентября в матче против «Далласа» он дебютировал в MLS. 22 июня 2015 года в поединке против «Коламбус Крю» Себастьян забил свой первый гол за «Реал Солт-Лейк». В начале 2016 года Хайме был отдан в аренду в «Универсидад Католика». 12 февраля в матче против своего бывшего клуба «Унион Эспаньола» он дебютировал за новую команду. 6 августа в поединке против «О’Хиггинс» Себастьян забил свой первый гол за «Универсидад Католика». В составе клуба он ещё дважды стал чемпионом Чили.
В начале 2017 года Хайме на правах свободного агента вернулся в «Унион Эспаньола». В матчах Кубка Либертадорес против уругвайского «Серро» он забил два гола.

## Достижения
Командные
 «Архентинос Хуниорс»
- Чемпионат Аргентины по футболу — Апертура 2010

 «Унион Эспаньола»
- Чемпионат Чили по футболу — 2013
- Обладатель Суперкубка Чили — 2013

 «Универсидад Католика»
- Чемпионат Чили по футболу — Апертура 2016
- Чемпионат Чили по футболу — Клаусура 2016
- Обладатель Суперкубка Чили — 2016